# Tournoi de clôture du championnat d'Haïti de football 2005-2006
Navigation
Saison précédente Saison suivante
Le tournoi de clôture de la saison 2005-2006 du Championnat d'Haïti de football est le deuxième tournoi de la seizième édition de la première division à Haïti. Les seize meilleures équipes du pays sont regroupées au sein d’une poule unique où elles s’affrontent une seule fois. Il n’y a pas de relégation à l’issue du tournoi.
C'est l'Aigle Noir AC qui remporte la compétition grâce à une meilleure différence de buts sur son dauphin, le Don Bosco FC. C'est le quatrième titre de champion d'Haïti de l'histoire du club.

## Les clubs participants
| - Violette AC - AS Mirebalais - AS Cavaly - Victory SC - AS Capoise - Don Bosco FC - Roulado FC - AS de Carrefour | - Baltimore SC - Racing Gonaïves - Aigle Noir AC - Tempête FC - US Frères Pétionville - Promu de Division 2 - Racing Club Haïtien - Dynamite Saint-Marc - Promu de Division 2 - Zénith Cap-Haïtien |

## Compétition
Le barème de points servant à établir le classement se décompose ainsi :
- Victoire : 3 points
- Match nul : 1 point
- Défaite : 0 point

### Classement
| Rang | Équipe                 | Pts | J  | G | N | P  | Bp | Bc | Diff |
| ---- | ---------------------- | --- | -- | - | - | -- | -- | -- | ---- |
| 1    | Aigle Noir AC          | 30  | 15 | 9 | 3 | 3  | 29 | 17 | +12  |
| 2    | Don Bosco FC           | 30  | 15 | 9 | 3 | 3  | 24 | 13 | +11  |
| 3    | AS Mirebalais          | 29  | 15 | 8 | 5 | 2  | 18 | 5  | +13  |
| 4    | AS Cavaly              | 26  | 15 | 7 | 5 | 3  | 15 | 9  | +6   |
| 5    | Victory SC             | 25  | 15 | 7 | 4 | 4  | 20 | 14 | +6   |
| 6    | Tempête FC             | 24  | 15 | 7 | 3 | 5  | 17 | 12 | +5   |
| 7    | Zénith Cap-Haïtien     | 24  | 15 | 6 | 6 | 3  | 16 | 11 | +5   |
| 8    | Baltimore SCT          | 22  | 15 | 6 | 4 | 5  | 13 | 13 | 0    |
| 9    | Roulado FC             | 20  | 15 | 5 | 5 | 5  | 15 | 17 | -2   |
| 10   | Racing Club Haïtien    | 19  | 15 | 5 | 4 | 6  | 12 | 10 | +2   |
| 11   | Violette AC            | 17  | 15 | 4 | 5 | 6  | 13 | 11 | +2   |
| 12   | Racing Gonaïves        | 15  | 15 | 3 | 6 | 6  | 9  | 13 | -4   |
| 13   | AS de Carrefour        | 13  | 15 | 3 | 4 | 8  | 10 | 16 | -6   |
| 14   | AS Capoise             | 11  | 15 | 3 | 2 | 10 | 18 | 29 | -11  |
| 15   | Dynamite Saint-MarcP   | 11  | 15 | 2 | 5 | 8  | 3  | 25 | -22  |
| 16   | US Frères PétionvilleP | 10  | 15 | 2 | 4 | 9  | 8  | 25 | -17  |

|  | Vainqueur du tournoi Clôture                |
|  | T : Tenant du titre P : Promu de Division 2 |

## Bilan de la saison
| Championnat d'Haïti de football 2005-2006 |                          |
| Champion                                  | Aigle Noir AC (4e titre) |
| Qualifications continentales              |                          |
| CFU Club Championship 2006                | Aucun                    |
| Promotions et relégations                 |                          |
| Promus en Division 1                      | Aucun                    |
| Relégués en Division 2                    | Aucun                    |